# Christian Hawkey
Christian Hawkey (* 1969 in Hackensack, New Jersey) ist ein US-amerikanischer Lyriker, Übersetzer, Herausgeber und Professor.

## Leben
Hawkey studierte an der University of Massachusetts Amherst, wo er zudem die Lyrikzeitschrift jubilat gründete und deren erste zehn Nummern herausgab. Er ist Professor am Pratt Institute in Brooklyn, New York City (English Department, Writing for Publication, Performance, Media Program). 2008 war er Gast des Künstlerprogramms des DAAD in Berlin. 2012 gründete er mit Rachel Levitsky The Office of Recuperative Strategies (OoRS).
Er ist Autor mehrerer Gedichtbände, darunter Sonne from Ort, Ventrakl, Citizen Of, The Book of Funnels und diverser Chapbooks. Eine Auswahl aus seinen Gedichtbänden Citizen Of und The Book of Funnels wurde von Steffen Popp und Uljana Wolf ins Deutsche übertragen (Reisen in Ziegengeschwindigkeit, kookbooks, Berlin 2007), einzelne Gedichte außerdem in zahlreiche weitere Sprachen. Er selbst übersetzte Gedichte der deutschen Lyriker Daniel Falb, Sabine Scho und Steffen Popp, sowie Texte von Ilse Aichinger.
Hawkey lebt in New York City und Berlin. Er ist verheiratet mit der deutschen Lyrikerin und Übersetzerin Uljana Wolf.

## Werke
Einzelveröffentlichungen
- Sonne from Ort. Kookbooks, 2012 (mit Uljana Wolf).[2]
- Ventrakl. Ugly Duckling Presse, 2010, ISBN 978-1-933254-64-7.[3][4][5]
- Citizen Of. Wave Books, 2007, ISBN 978-1-933517-16-2.
- The Book of Funnels. Wave Books, 2004, ISBN 0-9723487-9-4.

Chapbooks
- Sonette mit elisabethanischem Maulwurf. hochroth Verlag, Berlin 2010 (ins Deutsche übersetzt von Uljana Wolf).
- Petitions for an Alien Relative. Hand Held Editions, 2010.
- Ulf. Factory Hollow Press, 2010 (flying-object.org).
- HourHour. Delirium Press, 2006, ISBN 0-9737950-2-6 (mit Drawings Ryan Mrozowski).

Übersetzungen
- Ilse Aichinger: Bad words: selected short prose. Seagull Books, 2018, ISBN 978-0-85742-476-1 (ins Englische übersetzt gem. mit Uljana Wolf).